# Petite capitale e en exposant
Cette page contient des caractères spéciaux ou non latins. S’ils s’affichent mal (▯, ?, etc.), consultez la page d’aide Unicode.
ᴇ, appelée petite capitale e en exposant, petite capitale e supérieur ou lettre modificative latine petite capitale e, est un symbole phonétique de certaines variantes de l’alphabet phonétique ouralique. Il est formé de la petite capitale e ‹ ᴇ › mise en exposant.

## Utilisation
Leo J. Frachtenberg (en) a utilisé la petite capitale e en exposant dans la transcription des langues coos et du siuslaw dans deux études publiées respectivement en 1914-1922 et 1917-1922 par le Bureau of American Ethnology. La petite capitale e représentant une « voyelle obscure » (obscure vowel), c’est-à-dire un schwa [ə], et les lettres de voyelles en exposant représentent la « résonance vocalique » (resonance vowels), par exemple tīʹkᴇnx « ici toi » en siuslaw, notamment lorsque trois consonnes ne peuvent pas former un noyeu syllabique.
Dans l’Alphabet phonétique ouralien, les symboles en exposant représentent des sons extra brefs, par exemple pā͕χ͕̄t̜ᴇ (aussi notée avec la capitale e en exposant pā͕χ͕̄t̜ᴱ), « falaise », en same de Kildin,.

## Représentations informatiques
La petite capitale e en exposant n’a pas été codée dans une norme informatique. Elle peut être obtenue avec le formatage de texte, par exemple ᴇ (<sup>ᴇ</sup> en HTML) ou avec des polices de caractères spécifiques non standards.

## Sources
- (en) Leo J. Frachtenberg, Coos : an illustrative sketch, Washington, Government Printing Office, 1914 (lire en ligne)
- (en) Leo J. Frachtenberg, Siuslawan (Lower Umpqua) : an illustrative sketch, Washington, Government Printing Office, 1917 (lire en ligne)
- (en) Leo J. Frachtenberg, « Coos : an illustrative sketch », dans Franz Boas, Handbook of American Indian languages : Part 2, Washington, Government Printing Office, coll. « Bulletin of the Bureau of American Ethnology » (no 40), 1922 (lire en ligne)
- (en) Leo J. Frachtenberg, « Siuslawan (Lower Umpqua) : an illustrative sketch », dans Franz Boas, Handbook of American Indian languages : Part 2, Washington, Government Printing Office, coll. « Bulletin of the Bureau of American Ethnology » (no 40), 1922 (lire en ligne)
- (en) Dell Hymes, « Some points of Siuslaw phonology », International Journal of American Linguistics, vol. 32,‎ 1966, p. 328-342 (JSTOR 1264087)
- (fi) Toivo I. Itkonen, Koltan ja Kuolanlapin sanakirja I. Lexica Societatis Fenno-Ugricae XV, Helsinki, Société Finno-Ougrienne, 1958, PDF (lire en ligne )
- (en) Petar Kehayov et Denis Kuzmin, The Karelian Dialect of Kolvitsa, Kola Peninsula, Helsinki, Suomalais-Ugrilainen Seura = Société Finno-Ougrienne, 2022 (DOI 10.33341/sus.449, lire en ligne)
- (de) Eliel Lagercrantz, « Synopsis des Lappischen », Oslo Etnografiske Museums skrifter, Oslo, vol. 2, no 4,‎ 1941 (lire en ligne)
- (en) Kirk Miller, Unicode request for modifier-letter support (no L2/20-117), 14 avril 2020 (lire en ligne)